# Acción Humanista
Acción Humanista (AH) es un partido político chileno inspirado en las ideas del Nuevo Humanismo, fundado el 30 de julio de 2020 a partir de una escisión del Partido Humanista. El colectivo es liderado por Tomás Hirsch.
En marzo de 2022 anunció su intención de transformarse en partido político a través de un proceso de legalización ante el Servicio Electoral (Servel). El 30 de septiembre reúnen las firmas necesarias para legalizarse como partido político, siendo la solicitud de inscripción acogida por el Servel el 6 de diciembre.

## Historia

### Origen y formación
Tras la masiva renuncia debido al rol de Pamela Jiles dentro del Partido Humanista, un sector de casi 300 militantes, liderados por el diputado Tomás Hirsch junto a expresidentes de la colectividad (Efren Osorio, Marilen Cabrera y Danilo Monteverde) y múltiples miembros directivos del PH el 6 de mayo de 2020, el grupo disidente del PH funda en julio del mismo año, «Acción Humanista». Su fundación se origina en un periodo de gran convulsión política, estrechamente relacionado con las continuas movilizaciones desde octubre de 2019, como a su vez al proceso de confinamiento que significó la pandemia del COVID-19. En ese contexto, el movimiento Acción Humanista nace bajo el alero de las ideas y propuestas del Nuevo Humanismo, cuyo ideólogo es el argentino Silo (Mario Luis Rodríguez Cobos).

### Chile Digno
En septiembre de 2020 se suma al Comando por el Apruebo, de cara al Plebiscito nacional de Chile de 2020, Chile Digno (conformado por el Partido Comunista, la Federación Regionalista Verde Social, Izquierda Libertaria, entre otros movimientos políticos). Meses más tarde, el comando por el Apruebo se convertiría en la coalición electoral Chile Digno, Verde y Soberano, la que tendría como objetivo los procesos electorales de 2021.
En el contexto de la primaria presidencial de Apruebo Dignidad, Acción Humanista apoyó la candidatura del alcalde comunista Daniel Jadue, quien finalmente resultó vencido por el diputado frenteamplista de Convergencia Social Gabriel Boric. Ante este resultado, la colectividad anunció su compromiso y apoyo en las elecciones presidenciales de noviembre a Boric.

### Gobierno de Gabriel Boric (2022-presente)
A inicios de febrero de 2022, Acción Humanista lanzó la Revista Ciclos, publicación de carácter Humanista Universalista de aparición trimestral, en donde "no pretende convencer ni competir sino estimular y desarrollar la reflexión y el intercambio de ideas", en una “actitud humanista” guiada por la no violencia, la no discriminación y la libertad de opción."
Para el gabinete de gobierno de Gabriel Boric, el electo mandatario escogió a la humanista Marilén Cabrera como subsecretaria de Bienes Nacionales, siendo así la primera militante del movimiento en ingresar a un cargo de responsabilidad gubernamental.
El 19 de marzo se informó la incorporación de la diputada Ana María Gazmuri a la organización, esto en el contexto del proceso de legalización como partido político que impulsa el movimiento.
El 22 de marzo, Acción Humanista se inscribió formalmente ante el Servel, empezando así su proceso de legalización a nivel nacional bajo el nombre «Partido Acción Humanista». El 30 de septiembre llegó al Servel para inscribirse legalmente como partido político, confirmandose su legalización el 4 de octubre en las regiones de Arica y Parinacota, Tarapacá y Antofagasta.

## Coordinación nacional
El equipo coordinador de Acción Humanista consta de 7 miembros:
- Tomás Hirsch, Presidente
- Efrén Osorio, Secretario General
- Loreto Muñoz, Tesorera
- Ana María Gazmuri, Primera Vicepresidenta
- Óscar Oyarzo, Segundo Vicepresidente
- Marcela Camposo, Vicepresidenta de Finanzas
- Catalina Vidal, Vicepresidente de Organización

## Autoridades

### Diputados
Acción Humanista tiene 2 diputados electos para el período legislativo 2022-2026.
| Diputado          | Región | Distrito                                    |
| ----------------- | ------ | ------------------------------------------- |
| Tomás Hirsch      | RM     | 11 (Electo como independiente por cupo COM) |
| Ana María Gazmuri | RM     | 12 (Electa como independiente por cupo COM) |

### Consejeros Regionales
| Consejero Regional | Región | Circunscripción Provincial |
| ------------------ | ------ | -------------------------- |
| Octavio López      | I      | Iquique                    |

### Concejales
| Concejal          | Región | Comuna        |
| ----------------- | ------ | ------------- |
| Sebastián Vergara | I      | Iquique       |
| Lilibeth Choque   | I      | Alto Hospicio |

## Resultados electorales

### Elecciones municipales
|  | 0,28 % |

|  | 0,57 % |

### Elecciones de consejeros regionales
| Elección | Votos  | % de votos      | Escaños |
| -------- | ------ | --------------- | ------- |
| 2024     | 81 890 | \| \| 0,84 % \| | 1/302   |
|          | 0,84 % |                 |         |

## Logotipos
|                             |
| Isotipo de Acción Humanista |

|                                        |
| Logotipo con texto de Acción Humanista |